# Акватермоліз
Акватермоліз (рос. акватермолиз, англ. aquathermolysis) — перетворення органічних сполук у реакціях з перегрітою водою. Такі реакції відбуваються без додавання основ, кислот чи каталізаторів. Наприклад, поліетилентерефталат (пластик для виготовлення пляшок), поліуретани та інші полімерні матеріали розпадаються до вихідних сполук при 300 °C, швидко розпадаються діарилові етери. Це пов'язано з підвищенням константи дисоціації води, яка при 200 °C зростає на 3 порядки і тоді вода сама діє як основний чи кислотний каталізатор.